# Bletia tenuifolia
Bletia tenuifolia är en orkidéart som beskrevs av Oakes Ames och Charles Schweinfurth. Bletia tenuifolia ingår i släktet Bletia och familjen orkidéer. Inga underarter finns listade i Catalogue of Life.